# José Fernández Troncoso
José Fernández Troncoso (* 1912 in Veracruz, Veracruz; † 2001 in Guadalajara, Jalisco) war ein mexikanischer Fußballspieler und -trainer, der in der Rückrunde der dritten Erstliga-Saison 1945/46 nach Einführung des Profifußballs in Mexiko die Mannschaft von Deportivo Guadalajara betreute. Fernández Troncoso löste den zuvor tätigen Trainer Ignacio Ávila nach einer bis dahin enttäuschenden Saison ab und war bereits der vierte Trainer des Club Deportivo Guadalajara seit Einführung des Profifußballs. Auch er erzielte anfangs schlechte Resultate, konnte die Mannschaft aber in den letzten 9 Saisonspielen zu 6 Siegen führen, was mehr als die Hälfte ihrer insgesamt 11 Saisonsiege entspricht. Dennoch sah der Verein mit ihm als Cheftrainer keine Perspektive und verpflichtete nach der Saison den ungarischen Trainer Jorge Orth, der die Mannschaft in den nächsten 3 Jahren betreute und sie 2 Jahre später erstmals überhaupt ins Finale des einheimischen Pokalwettbewerbs führte.
Aufgrund seiner Herkunft aus der Hafenstadt Veracruz war Fernández auch unter dem Spitznamen El Veracrú bekannt.